# Comuna Voronciîn, Rojîșce
Voronciîn (în ucraineană Ворончин) este o comună în raionul Rojîșce, regiunea Volînia, Ucraina, formată din satele Studîni și Voronciîn (reședința).

## Demografie
Componența lingvistică a satului Voronciîn
     Ucraineană (99,51%)
     Alte limbi (0,49%)
Conform recensământului din 2001, majoritatea populației satului Voronciîn era vorbitoare de ucraineană (99,51%), existând în minoritate și vorbitori de alte limbi.